# Karen Volf
 For alternative betydninger, se Karen Volf (virksomhed).
Karen Kirstine Volf, født Hansen (20. juni 1864 i Truelstrup, Dåstrup Sogn – 24. februar 1946 i Hellerup) var en dansk konditor og senere fabrikant, grundlægger af virksomheden af samme navn.

## Biografi
Karen Hansen, der var datter af en gårdejer, etablerede i 1890 eget konditori på Strandvejen i Hellerup. Det blev hurtigt en succes i lokalområdet. Samme år giftede hun sig 27. juli i Gentofte Kirke med konditor Christen Adolf Wolff (1862-1935). Virksomheden voksede sig hurtigt større, hvorfor familien Volf flyttede, først til en anden adresse på Strandvejen, senere til Villa Tertia på Margrethevej og til Kildegårdskvarteret.
Karen Volf havde etableret en fabriksmæssigt produktion af sand- og honningkager og supplerede hurtigt med små konditorkager og vafler. I tilknytning til fabrikken indrettede hun et lille konditori. Det blev desuden muligt at få fremstillet kager efter bestilling, som blev udbragt til kunden – endda pr. automobil.
Fra 1920'erne lykkedes det Karen Volf at få sine produkter afsat til forhandlere over hele landet. Da hun døde i 1946, havde hun opbygget en landsdækkende virksomhed. Hun blev begravet på Hellerup Kirkegård.
Nogle af hendes fem børn overtog forretningen, men i dag fremstilles Karen Volf-småkagerne af Bisca i Stege, der ikke har nogen tilknytning til Karen Volfs arvinger.